# Fruitafossor
Fruitafossor – rodzaj owadożernego ssaka żyjącego około 150 mln lat temu, w późnej jurze. Opisany został w oparciu kompletny w około połowie szkielet zwierzęcia rozmiarów pręgowca, odkryty w pobliżu Fruita w stanie Kolorado (formacja Morrison). Przypominał nieco mrówkojady lub pancerniki i prawdopodobnie także żywił się żyjącymi w koloniach owadami. Budowa szkieletu wskazuje, że nie jest blisko spokrewniony z żadną grupą żyjących obecnie ssaków. Dowodzi to, że owadożerność wielokrotnie niezależnie ewoluowała u ssaków takich jak Fruitafossor, mrówkożerowate, mrówkojady, mrówniki i kolczatki.

## Budowa
Zęby fruitafossora przypominały zęby współczesnych pancerników i mrówników – nie miały szkliwa i rosły przez całe życie zwierzęcia. Ponieważ mrówki w okresie późnej jury jeszcze nie występowały, przypuszcza się, że Fruitafossor żywił się pospolitymi wówczas termitami.
Potężne przednie kończyny dowodzą, że zwierzę to było dobrze przystosowane do kopania nor. Powiększone zakończenia kości przednich kończyn zapewniały miejsca przyczepu silnych mięśni. Jest to kolejnym dowodem na owadożerność fruitafossora, gdyż podobne przystosowania występują u współczesnych zwierząt owadożernych, którym silne kończyny przednie służą do rozkopywania kopców i termitier.
Budową kręgosłupa również przypominał współczesnych przedstawicieli rzędu Xenarthra – między kręgami znajdowały się dodatkowe stawy, nie występujące u żadnej oprócz szczerbaków grupy współczesnych ssaków. Przystosowania te usztywniały kręgosłup, co także ułatwiało kopanie w ziemi. Według badań Johna Fostera Fruitafossor był najmniejszym ssakiem występującym na terenie formacji Morrison – ważył około 6 g.

## Klasyfikacja
Obecnie nie żyją żadni bliscy krewni fruitafossora. Jest on wczesnym przedstawicielem ssaków spokrewnionych ze ssakami żyworodnymi (grupą obejmującą torbacze i łożyskowce) – według analizy filogenetycznej przeprowadzonej przez Luo i Wible'a to takson siostrzany kladu Theriimorpha. Łączył w sobie cechy zarówno ssaków żyworodnych, jak i jajorodnych. Kości obręczy barkowej przypominały gadzie lub występujące u dziobaków, lecz wieloma innymi cechami budowy anatomicznej Fruitafossor przypominał bardziej zaawansowane ewolucyjnie ssaki.
Nazwa Fruitafossor pochodzi od miasta Fruita, w pobliżu którego ssak ten został odnaleziony, oraz słowa fossor („kopać”), zaś epitet gatunkowy gatunku typowego, F. windscheffeli, honoruje Wally'ego Windscheffela, który odkrył szczątki.

## Paleoekologia
Odkrycie fruitafossora jest ważne ze względu na niszę ekologiczną jaką zajmował. Większość mezozoicznych ssaków była wszystkożercami lub niewyspecjalizowanymi owadożercami, zaś Fruitafossor wyróżniał się zarówno umiejętnością kopania nor, jak i przystosowaniem do pożywiania się owadami. Znalezisko to, jak również odkrycia zwierząt takich jak Repenomamus, Volaticotherium i Castorocauda, zaprzecza poglądowi, iż wczesne ssaki i ssakokształtne były ograniczone do jednej niszy i dowodzi, że przynajmniej niektóre były bardzo wyspecjalizowane.